# 山田理恵子
山田 理恵子（やまだ りえこ、1953年 - ）は、日本の教育評論家。池坊短期大学幼児保育学科学科長。大阪教育大学大学院修士課程修了。

## 著書
- 2009年 保育出版乳幼児のための心理学（共著）
- 2009年 保育出版子どもの心の育ちと人間関係（共著）
- 2010年 山中総合事務所出版部子どもの発達と教育
- 2012年 一芸社 保育の心理学
- 2012年 近畿大学豊岡短期大学通信教育部子どもと言語表現
- 2018年 清風堂書店子どもの発達と人間関係（共著）

## 論文
- 人間関係に問題を抱える子供たちー保育者としての理解教育（芦屋学園短期大学研究紀要第44号）（2018年3月）
- 心理学系科目の授業研究ージェンダーフリーと心理療法（芦屋学園短期大学研紀要第43号）（2017年3月）
- 世代間に交流による患児への遊び・学びプログラムの実施報告（卒業ゼミ生によるボランティア活動への関節的寄与）（芦屋学園短期大学研究紀要第42号）（2016年3月）
- 世代間に交流による患児への遊び・学びプログラムの実践報告支援ボランティアと医療関係者との連携（日本世代間交流学会誌）NO.3 NO.1 査読付き（2013年5月）
- 民謡を使った研究（芦屋大学論議）第55号（2011年6月）
- 世代間交流による患児への遊び・学びプログラムの実践的研究ー学びプログラムの作成と課題（日本教育心理学会第57回全国大会）（2015年8月）
- 患児への遊び・学びプログラムの実践的研究ー箱庭療法の導入に向けて（日本人間関係学会）（2014年9月）

## 発表論文
- 世代間に交流による患児への遊び・学びプログラムの実践的研究ー学びプログラムの作成と課題（日本教育心理学会第57回全国大会）（2015年8月）
- 患児への遊び・学びプログラムの実践的研究ー箱庭療法の導入に向けて（日本人間関係学会）（2014年9月）
- “Study on Volunteer Programs for Children in Hospital”Hawaii International Conference on Education 11th Annual Conference（2013年1月）

## 赴任した学校
- 2013年から2017年芦屋学園短期大学幼児教育学科
- 2018年池坊短期大学幼児保育学科学科長
- 2019年池坊短期大学幼児保育学科教授